# Kultura tiska
Kultura tiska je v zgodovini medijev sledila ustni kulturi in rokopisni kulturi, sledi ji kultura elektronskih medijev. Njen začetek je v 15. stoletju, vrh pa v 19. stoletju, ko je zajela množico žanrov (poučna dela, kriminalni romani, intelektualne revije,  gospodinjske revije, bonton, kuharske knjige itd.) in vse družbene sloje. Prvi razlog za širitev je tehnološki napredek, ki je omogočil visoke in cenene naklade ter njihovo hitro distribucijo po cestah in železnici. Drugi dejavnik za množični trg je splošna pismenost, zlasti med srednjim in delavskim razredom.

## Produkcija
Okoli leta 1440 je Johannes Gutenberg v Nemčiji izumil tiskarski stroj. Tega je v 70. letih 15. stoletja v Anglijo prinesel William Caxton. Do konca 18. stoletja se osnovna tehnologija tiskanja ni spremenila: dva moška sta upravljala leseno vijačno stiskalnico, ki je proizvedla približno 200 odtisov na uro. 
V 19. stoletju se je postopek mehaniziral, pospešil in avtomatiziral. Ključen je bil razvoj rotacijskega tiskarskega stroja na parni pogon leta 1814. Časopis Times so novi tiskarski stroji natisnili petkrat hitreje kot prej, in sicer 1000 listov na uro. Urednik John Walter je stroje namestil na skrivaj, veliko tiskarjev je ostalo brez dela.  Times, ki je leta 1815 imel 5000 izvodov naklade, je imel sredi 19. stoletja naklado 50.000. 
Applegathov valjčni stroj, razstavljen na veliki razstavi leta 1851, je dosegel 5000 odtisov na uro, Hoeov tiskarski stroj iz Združenih držav Amerike pa je zmogel 20.000 odtisov na uro. Stroški tiskanja so se zelo znižali tudi zaradi izboljšane proizvodnje papirja. 

## Distribucija
Ob pojavu parne lokomotive je bilo mogoče dnevno distribuirati časopise in revije po širšem teritoriju. Železniški vagon je postal tudi nov prostor za branje.

## Pismenost in dostopnost tiskovin
Liberalna politika si je od začetka 19. stoletja dalje prizadevala, da bi država zagotovila šolanje za revne, češ da bo izobraženi delavski razred manj revolucionaren: pismenosti in kvalitetno berilo naj bi delavcem privzgojila občutek moralne odgovornosti in verske integritete.
Dotlej je bilo branje omejeno na elito, neizobraženi ljudje pa so živeli v svetu ustne kulture. Prisluhnili so branju verskih besedil, recitiranju balad in ljudskih pesmi in pripovedi. Znanje se je prenašalo ustno in kolektivno. S pojavom množičnega tiska je poslušalsko javnost nadomestila bralna publika.
Pismenost se je močno povečala, zlasti med ženskami, in zajela domala celotno populacijo.  Do konca stoletja je bila skoraj vsaka oseba potencialni bralec ali potencialna bralka tiskane besede, vendar delavci še naprej niso bili redni kupci in bralci knjig. To so postali šele s pojavom strukturiranega prostega časa. Priložnost za branje se je pojavila tudi na prevozu na delo.
Da bi pridobili čim več bralcev, so založniki objavljali priljubljene balade in bogato ilustrirane ljudske pravljice, ki so jih prej prepevali oz. recitirali na sejmih v vaseh in v mestnih gostilnah. Ustna kultura je tako vstopila v tisk in tiskano gradivo se je prenašalo ustno. Meja med ustno in bralno kulturo se je zabrisala. Ideje znanstvenikov in filozofov so dosegle širši krog ljudi in postale del popularne literature.

## Otroci, ženske in delavci
Ker je osnovnošolsko izobraževanje do konca devetnajstega stoletja postalo obvezno, so otroci postali pomembna kategorija bralcev. Izdajanje šolskih učbenikov je postalo ključnega pomena za založniško industrijo. Leta 1857 je bil v Franciji ustanovljen otroški tisk. Brata Grimm sta v Nemčiji več let zbirala tradicionalne ljudske pravljice, jih uredila in leta 1812 objavila v zbirki, potem ko sta izločila vse, kar se je zdelo vulgarno. 
Ženske so postale pomembne kot bralke in kot pisateljice. Ženskam so bile namenjene revije in priročniki, ki so učili pravilnega vedenja in gospodinjstva. Poznane angleške pisateljice so bile Jane Austen, sestre Brontë in George Eliot. Oblikovale so nov tip ženske: osebe z voljo, močjo in sposobnostjo razmišljanja.

## Kultura tiska in francoska revolucija
Zgodovinarji trdijo, da je kultura tiska ustvarila pogoje za francosko revolucijo, ker je tisk 1. populariziral do tradicije, vraževerja in despotizma kritične ideje razsvetljenskih mislecev. Zagovarjali so vladavino razuma in ne običajev. Napadali in spodkopavali so svetost Cerkve in despotsko oblast države. Dela Voltaira in Rousseauja so bila zelo razširjena. 2. Tisk je ustvaril novo kulturo dialoga in razprave. Vrednote, norme in institucije so bile ponovno ovrednotene in o njih je razpravljala javnost, ki se je zavedala moči razuma in prepoznala potrebo po preizpraševanju obstoječih idej in prepričanj. 3. V osemdesetih letih 17. stoletja se je razmahnila ilegalna literatura, ki je zasmehovala aristokracijo in kraljevske družine in sprožala vprašanja o obstoječem družbenem redu. Ta literatura je spodbujala sovražna čustva do monarhije. Seveda pa so bili ljudje izpostavljeni tudi monarhistični in cerkveni propagandi. 

## Novi formati, nove zvrsti
Kot prevladujoča literarna oblika se je uveljavil roman, serijsko objavljen v mesečnih revijah. Na angleško govorečih področjih so tedensko izhajali penny dreadfuls, ki so nudili so grozljivo in senzacionalno zabavo za delavsko občinstvo. Romani so izhajali v tridelni obliki (triple-decker), od sredine 19. stoletja pa tudi v cenovno dostopnih enozvezkovnih yellowbacks. V šestdesetih letih 19. stoletja je prišlo do velikih pocenitev knjige: George Routledge je leta 1867 prodajal romane v seriji po šest penijev. Zelo obsežni romani so izhajali v feljtonskih nadaljevanjih  v dnevnem tisku ali v tedenskih snopičih kot kolportažni romani, ki so jih prodajali od vrat do vrat in so dosegali velike naklade. Šlo je za ponatise resnih romanov ali za 
prve izdaje senzacionalnega berila. V osemdesetih letih 19. stoletja so viktorijanski pisatelji, kot so Robert Louis Stevenson, H. G. Wells in H. Rider Haggard, dosegli veliko stopnjo popularnosti s pustolovskimi, grozljivimi ali znanstvenofantastičnimi romani. Romani so bralcem odpirali nove svetove izkušenj in vzbujali občutek raznolikosti človeškega življenja.
Do konca devetnajstega stoletja se je oblikovala nova vizualna kultura, tisk je populariziral slikarje, kot je Raja Ravi Varma, so ustvarjali podobe za množično kroženje. Graverji, ki so izdelovali lesoreze, so se zaposlili v tiskarnah. Poceni grafike so polnile koledarje, kupovali so jih tudi revni. V sedemdesetih letih 19. stoletja so v revijah in časnikih začeli objavljati karikature, ki so komentirale družbena in politična vprašanja. Nekatere karikature so izražale strah pred družbenimi spremembami, druge so smešile nacionalizem in tretje cesarsko vladavino.